# Festiwal Zupy

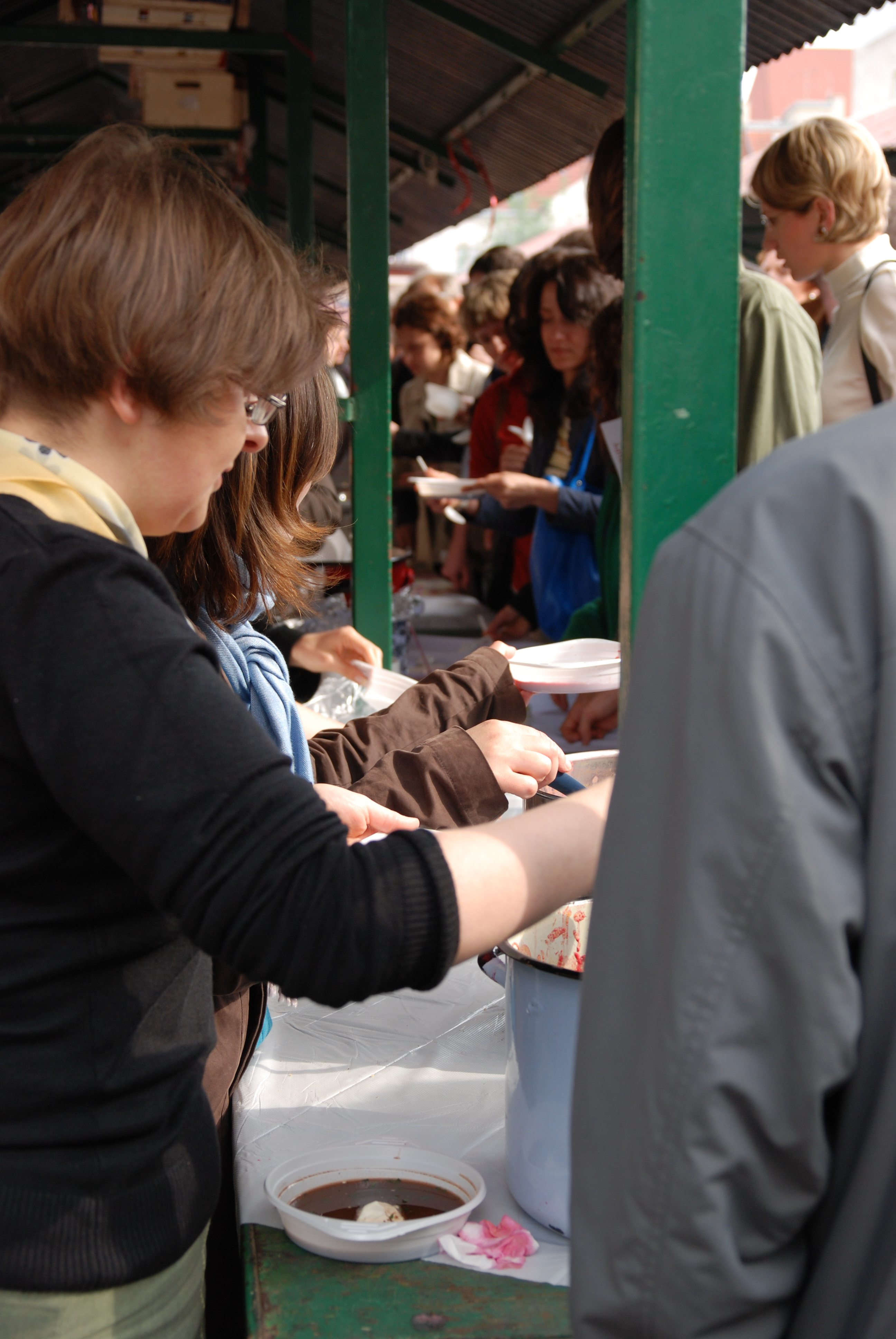
Festiwal Zupy 2008. Rozdawanie zupy

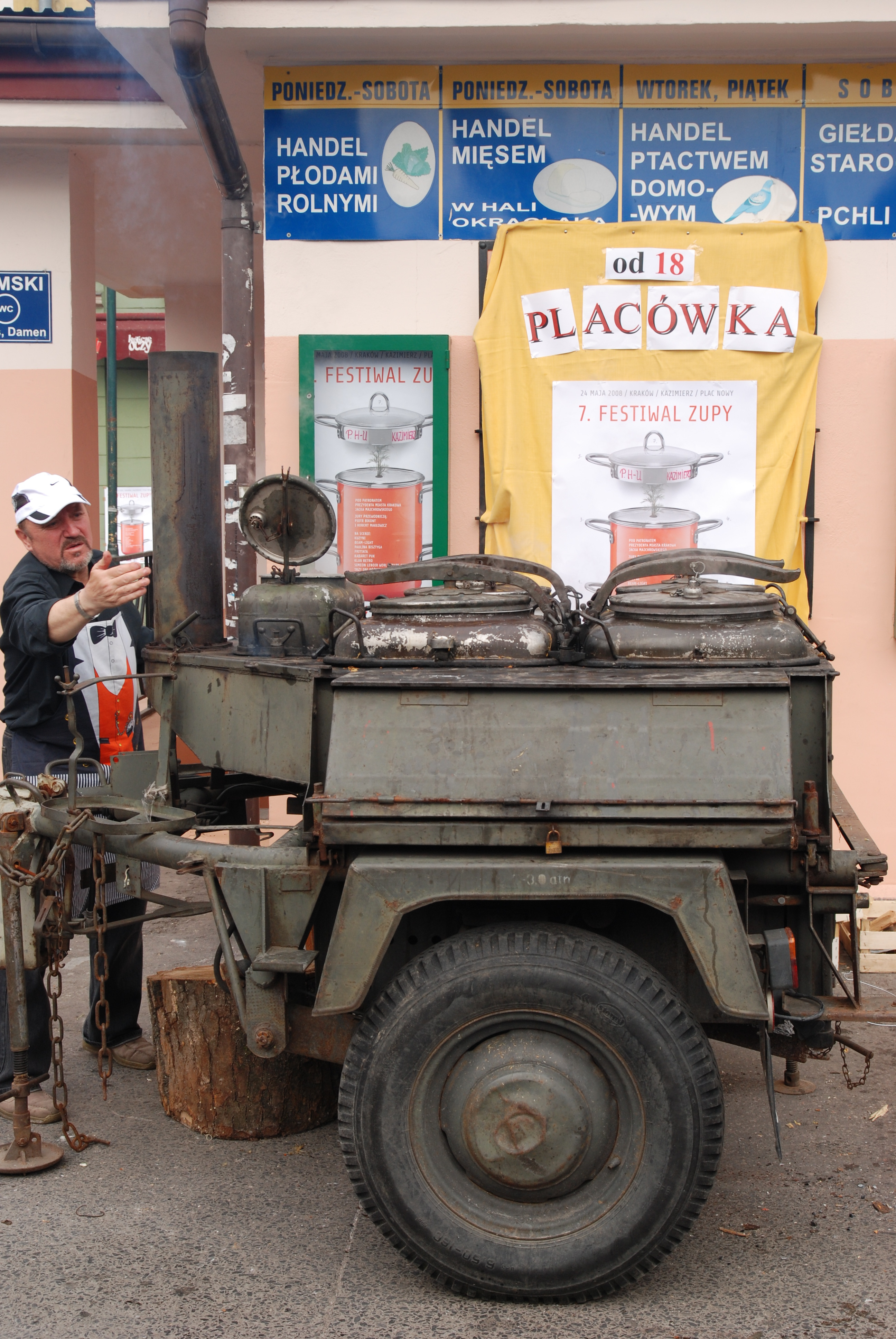
Festiwal Zupy 2008. Gotowanie zupy "placówki"

Festiwal Zupy – festiwal organizowany od 2002 cyklicznie pod koniec maja, odbywający się na Placu Nowym w krakowskiej dzielnicy Kazimierz.
Podczas festiwalu restauratorzy z Kazimierza przygotowują różne rodzaj zupy, które można degustować. W trakcie degustacji odbywają się koncerty zespołów muzycznych, konkursy i happeningi. Organizowany jest także konkurs na najlepszą zupę, w którym udział może wziąć każdy, kto spełnia warunki ustalone przez organizatora (teatr KTO). Uczestnicy indywidualni Festiwalu przygotują minimum 10 l zupy, restauratorzy minimum 30 l. Wszystkie zupy przygotowane przez uczestników konkursu serwowane są bezpłatnie. Zupy ocenia jury pod przewodnictwem Roberta Makłowicza i Piotra Bikonta, a trzy najlepsze nagrodzone zostają Złotą, Srebrną i Brązową Paterą.
W 2007 Festiwal odwiedziło około 30 tysięcy osób.